# Peter Soemer
Peter Soemer (* 12. August 1832 in Elspe; † 4. Oktober 1902 in Büderich) war deutscher Theologe und Dichter.

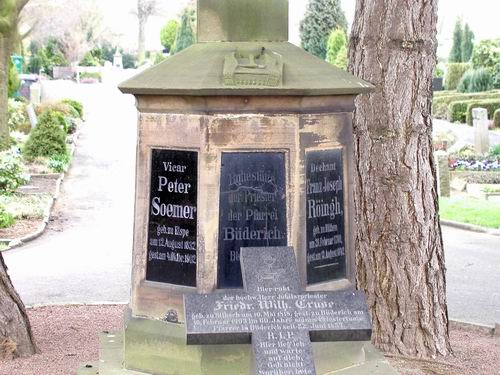
Die Grabstätte von Peter Soemer in Werl-Büderich

## Leben
Peter Soemer wurde am 12. August 1832 als fünftes Kind von Jodokus Soemer und seiner Frau Klara, geborene Böhmer. Sein Geburtsort ist der Ort Elspe im Sauerland. Dort, an der heutigen B55, stand bis 1979 sein ehemaliges Geburtshaus, der mittelalterliche Bauernhof Soemer.  Seine Kindheit verbrachte Peter Soemer zu Hause an der Koblenz-Mindener Heerstraße (Heerweg). Der Zeit entsprechend hatte er wahrscheinlich eine unbeschwerte Kindheit und Jugend. Peter half auf den Feldern des Hofes und in der Schlosserwerkstatt seines Vaters mit. Peter Soemer wuchs im behüteten sauerländischen Dorf auf, hörte die Erzählungen seiner Vorfahren und entdeckte seine Liebe zum Glauben. Sein damaliger Pfarrer Hengstebeck unterstützte den begeisterten und begabten jungen Mann.
Nach seiner gymnasialen Zeit in Brilon und Paderborn studierte er in Münster und Paderborn Theologie. In den Semesterferien zog es Soemer immer wieder in seine Heimat. Dort traf er sich im „Kasino“, dem Gasthof zur Post, regelmäßig zum Dämmerschoppen mit den geistlichen Herren des Ortes, dem Arzt, Apotheker, den Lehrern und mit anderen angesehenen Bürgern zur Aussprache und Anregung. Auch fremde Gäste waren in dieser Runde nicht selten. Am 18. August 1859 empfing Peter Soemer aus der Hand des Bekennerbischofs Konrad Martin in Paderborn die Priesterweihe.
Seine erste Stelle als Kaplan bekam er für kurze Zeit in Bielefeld, von wo aus er nach Grevenstein wechselte. Dort blieb Soemer bis zum Herbst 1869. Im Oktober desselben Jahres wurde er nach Büderich bei Werl versetzt, wo er bis zu seinem Tode am 4. Oktober 1902 lebte.
Schon in seiner Jugend verfasste Soemer Gedichte, Sagen und Hymnen. Zu seinen ersten Werken zählte seine Schrift „Lieder, Romanzen und Sprüche“. Dieses Werk wurde schon 1867 veröffentlicht. Große Popularität errang er durch Erzählungen aus Attendorn, Olpe, Bilstein, Kohlhagen, Dörnschlade, Wenkhausen und Lenhausen.
In den letzten Jahren seines Lebens befasste sich Peter Soemer mit dem Studium der mittelalterlichen Lyrik. Er übersetzte Texte aus dem Lateinischen, Spanischen und Französischen. Bekannt ist heute das Lied „Des Königs Banner wallt empor ...“ nach dem lateinischen Hymnus Vexilla regis.
Das bekannteste Werk Soemers ist wohl das Hageröschen. Als geistliches Werk sticht sein Buch Das Kirchenjahr hervor, in dem er zu verschiedenen Zeiten und Festen des Kirchenjahres eigene Texte und Verse verfasst hat. Noch heute sind einige seiner Lieder im liturgischen Gebrauch. In Hamm singt man das Agnes-Lied und in Elspe das Jakobuslied.

## Werke (Auswahl)
- Lieder, Romanzen und Sprüche. von Schilgen. Arnsberg 1867.
- Hageröschen aus dem Herzogtum Westfalen. Bonifacius-Druckerei, Paderborn 1892.
- Legenden. Gedichte, 1896.